# Penryn
Cet article concerne la famille de microprocesseurs. Pour le microprocesseur pour ordinateur portable, voir Penryn (microprocesseur).
Pour les articles homonymes, voir Penryn (homonymie).
Core 65 nm Nehalem
Penryn, ou Enhanced Core (littéralement Core améliorée), est une famille de microprocesseurs conçus par Intel.
Les processeurs de la famille Penryn ont en commun une microarchitecture, un procédé de gravure, et un jeu d'instructions. La microarchitecture de ces processeurs est la microarchitecture Core, déjà utilisée par les microprocesseurs de la famille Core 65 nm, à laquelle Penryn succède. Par rapport à cette dernière, la finesse de gravure passe de 65 nm à 45 nm : c'est un die shrink. D'autre part, le jeu d'instructions est étendu avec l'ajout de 47 nouvelles instructions SSE4.
La famille Penryn comprend plusieurs processeurs : Wolfdale (dual-core) et Yorkfield (quad-core) pour ordinateurs de bureau, Harpertown et Dunnington pour serveurs, et Penryn pour ordinateurs portables.
La commercialisation des premiers processeurs de la famille Penryn a débuté en janvier 2008 pour la gamme grand public et novembre 2007 pour la gamme serveur.

## Avancées techniques de la famille Penryn
- Par rapport à la famille Core, abandon du dioxyde de silicium en tant qu'isolant au sein des transistors des processeurs au profit de l'oxyde d'hafnium[2], afin de limiter les fuites liées à la faible permittivité de l'oxyde de silicium. En effet, avec un oxyde très fin, des électrons passent à travers la grille par effet tunnel.
- Les coefficients multiplicateurs sont configurables par palier d'un demi, ce qui est une première[3].
- Des modèles de plus de 3 GHz revoient le jour pour les machines grand public.
- Ajout d'un état de veille profond. Dans ce nouveau mode (Deep Power Down Technology), les volumineuses mémoires cache de niveau 2 (jusqu'à 6 Mio dans les double cœur grand public) tout comme de niveau 1 sont désactivées et la tension du processeur est abaissée, ce qui réduit la consommation.
- Le Penryn inaugure un nouveau jeu de 47 instructions baptisé SSE4, censées améliorer de manière significative les performances multimédia du processeur (notamment de 40 % en encodage vidéo).

## Les microprocesseurs

### Wolfdale
Les processeurs « Wolfdale » sont des processeurs bi-cœur destinés aux ordinateurs de bureau ou aux serveurs. Ils sont déclinés dans les gammes Core 2 Duo (numérotés E8x00 et E7x00), Pentium Dual-Core (numérotés E6x00 et E5x00) et Celeron (numérotés E3x00) pour les ordinateurs de bureau, et Xeon pour les serveurs. La taille de leur mémoire cache L2 varie entre 1 Mio (les Celeron) et 6 Mio (les Xeon, certains Core 2 Duo), et leur fréquence entre 1,86 GHz (Xeon - E5205) et 3,5 GHz (Xeon X5270 et Core 2 Duo E8700).

### Penryn
Conçu avant tout pour les ordinateurs portables, le Penryn est un die shrink du Merom destiné dans un premier temps à rafraichir la plateforme Centrino Santa Rosa avant d'inaugurer la nouvelle plateforme Montevina prévue pour troisième trimestre 2008 bien qu'annoncée initialement pour le second trimestre. La gamme utilise dans les deux cas le socket P et s'articule autour d'une enveloppe thermique (TDP) relativement basse. Tous ces modèles sont distribués sous plusieurs référence de package.

### Yorkfield
Le Yorkfield est un processeur quad-core (quadri-cœurs), dont les modèles appartiennent aux gammes Core 2 (Quad ou Extreme) ou Xeon. Il est composé de deux cœurs de Wolfdale.